# Saint-Béron
Saint-Béron is een gemeente in het Franse departement Savoie (regio Auvergne-Rhône-Alpes). De plaats maakt deel uit van het arrondissement Chambéry. Saint-Béron telde op 1 januari 2022 1.720 inwoners.

## Geografie
De oppervlakte van Saint-Béron bedroeg op 1 januari 2022 8,66 vierkante kilometer; de bevolkingsdichtheid was toen 198,6 inwoners per km².

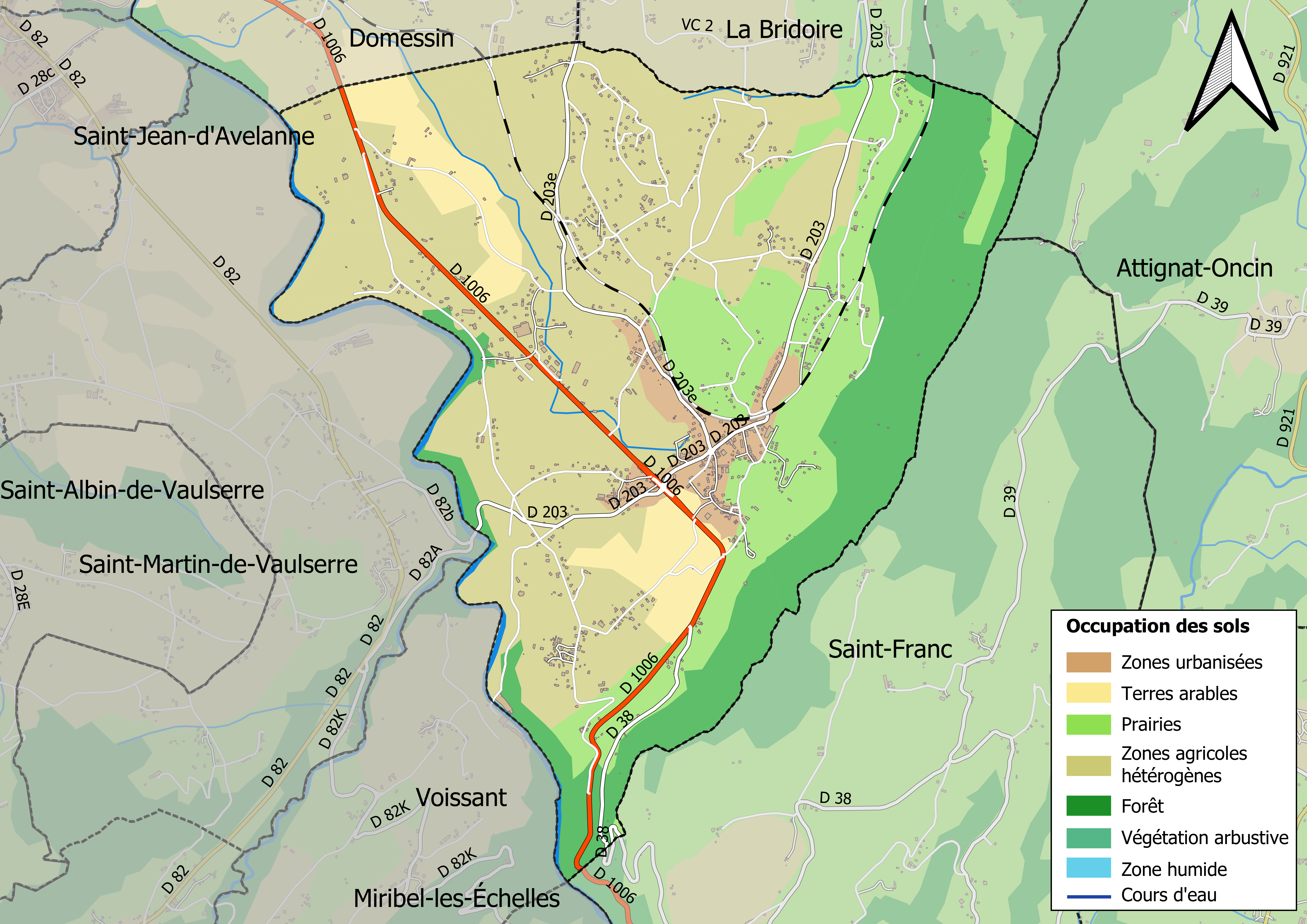
Kaart van de gemeente met de belangrijkste infrastructuur, bodemgebruik en omliggende gemeenten

## Verkeer en vervoer
In de gemeente ligt spoorwegstation Saint-Béron-La Bridoire.

## Demografie
Onderstaande figuur toont het verloop van het inwonertal (bron: INSEE-tellingen).